# Duomo di San Corrado
La chiesa di San Corrado detta comunemente Duomo di Molfetta è un  luogo di culto cattolico di Molfetta, nella città metropolitana di Bari, situato ai margini del borgo antico della città, di fronte al porto. Fino al 1785 è stata la cattedrale della diocesi di Molfetta ed è considerato il simbolo della città.

## Storia

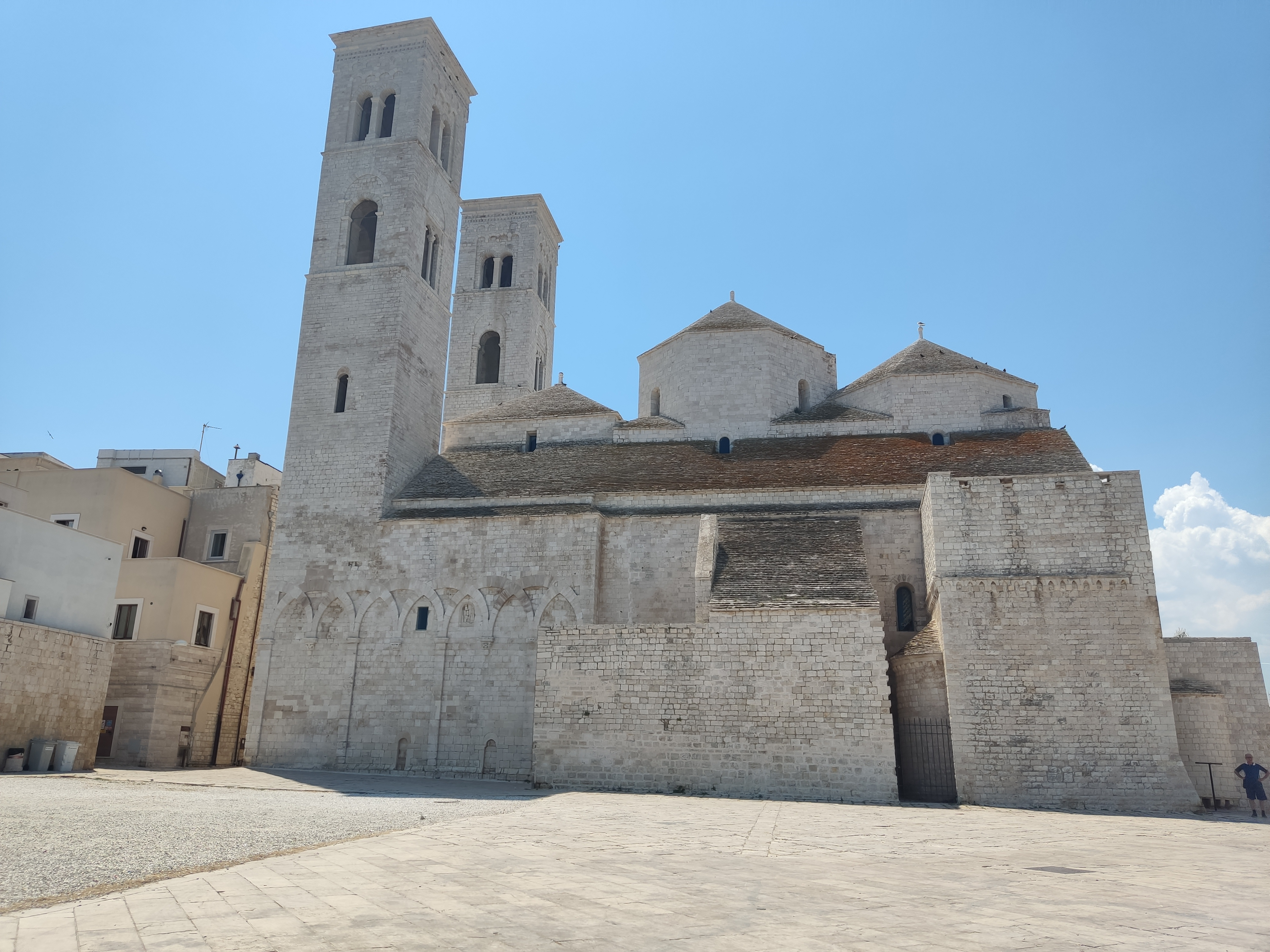
Facciata nord del Duomo di San Corrado

La chiesa venne costruita fra il 1150 e la fine del Duecento e dedicata a Santa Maria Assunta; fino al 1671 fu sede dell'unica parrocchia di Molfetta. Antica cattedrale della diocesi di Molfetta, nel 1785 la cattedra venne spostata nella chiesa del collegio dei Gesuiti insieme alla dedica. La ex cattedrale assunse quindi il nome di san Corrado, patrono di Molfetta.

## Descrizione
La chiesa di San Corrado costituisce un singolare esempio dell'architettura romanico-pugliese. Essa è infatti la maggiore delle chiese romaniche con la navata centrale coperta a cupole in asse (tre, nel caso specifico) impostate su tamburo a pianta esagonale, rispetto alle altre (comprese le quattro Basiliche Palatine) aventi la copertura del tipo a capriate e tegole sovrapposte.
Il complesso strutturale è serrato da due torri gemelle di pianta quadrata di circa 36 metri di altezza e 5 metri di base: quella a sud (detta campanaria in quanto utilizzata a scopi liturgici), costruita probabilmente prima del 1200, è composta da blocchi provenienti dalle cave di S. Leonardo uniti ad altre strutture murarie, che fanno presumere alla preesistenza di una torre; quella a nord  (detta di guardia), più massiccia, era utilizzata come mezzo per avvistare i pirati provenienti dal mare.

### Esterni
La costruzione, a pianta basilicale asimmetrica, è divisa in tre navate da pilastri cruciformi con colonne addossate e la navata centrale presenta una copertura a tre cupole in asse, come già riportato, di altezza variabile (quella centrale è considerevolmente più alta delle due di estremità), mentre le navate laterali sono coperte con tetti spioventi, a una falda ciascuna, con tegole costituite da chiancarelle della stessa tipologia della copertura dei famosi trulli della valle d'Itria. Stesso tipo di chiancarelle, assemblate a punta di diamante con sei falde convergenti al centro verso l'alto per ciascuna cupola (allo scopo di assecondare la pianta esagonale dei tamburi di base), ricopre le tre cupole centrali.
Il Duomo è costituito da tre facciate: ovest, sud e nord. Se la facciata ovest risulta spoglia, in quella a sud si distinguono la raffigurazione scultorea del Pantokrator, lo stemma di papa Innocenzo VIII, del cardinal Pozzetti, del vescovo De Lacertis e vescovo Petronio, due nicchie settecentesche con le statue di san Corrado e san Nicola. La facciata è introdotta da un portale caratterizzato da una lunetta entro la quale spiccano iconografie legate al paleocrostianesimo come il clipeo e l'Agnus Dei.
La facciata nord è caratterizzata da archi incrociati di derivazione arabo-sicula al di sopra dei quali vi sono tre mensole con tre rispettive sculture iconografiche (un volto umano, probabilmente femminile, al centro e ai lati folletti o gnomi) che, essendo state utilizzate come elementi a sé stanti e non complementari, probabilmente furono aggiunte tra l'epoca romanica e tardoromanica.

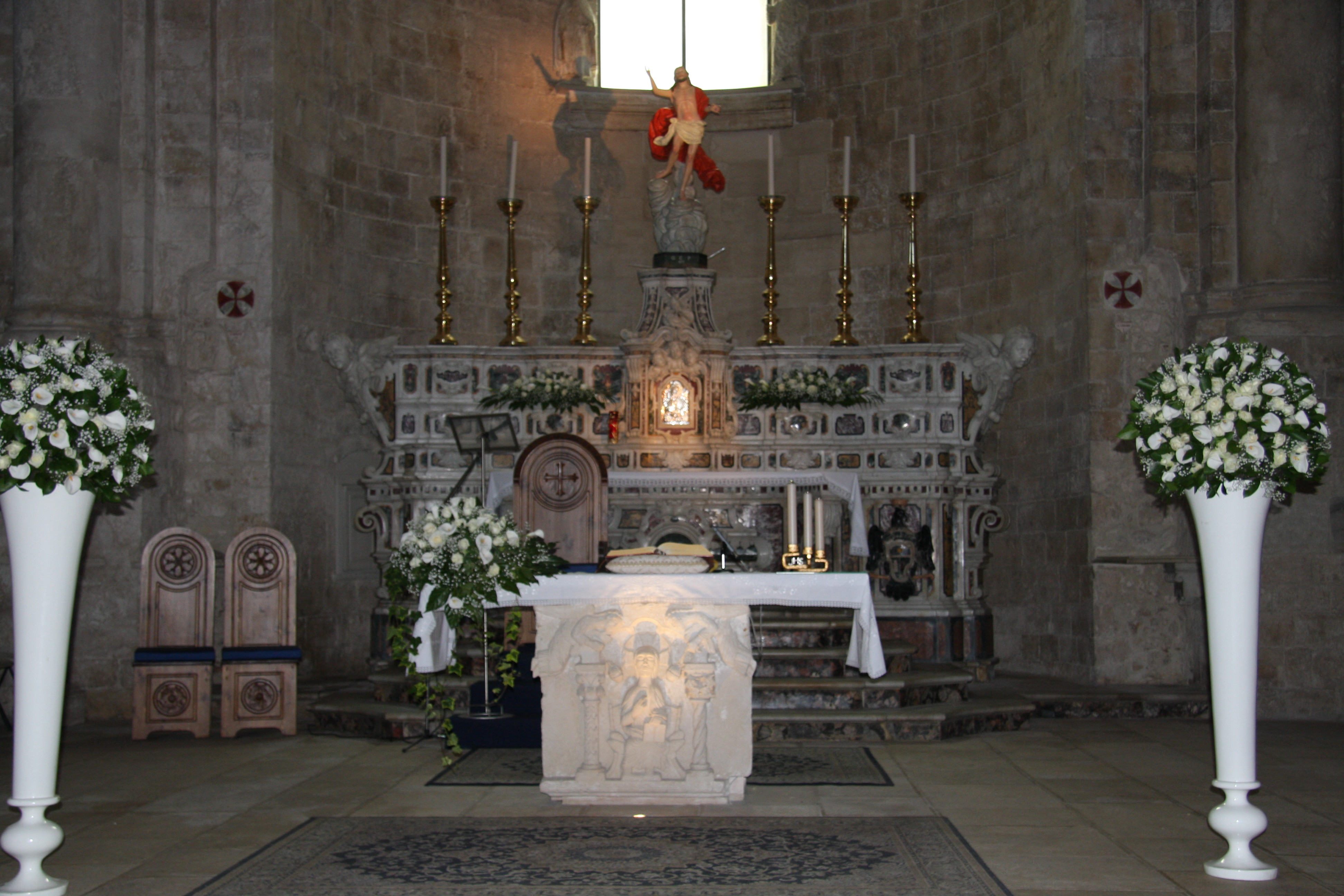
L'altare maggiore barocco

### Interni
La pianta è composta da tre navate longitudinali (e una nave trasversa) e da altre due navate interrotte nel mezzo, per una superficie totale di 38m di lunghezza e 31 di larghezza (compreso lo spessore dei muri perimetrali).
All'interno si distinguono minime tracce della pittura murale risalente al XIII secolo e un pezzo dell'antico pavimento in mosaico, poi ricoperto da quello attuale.

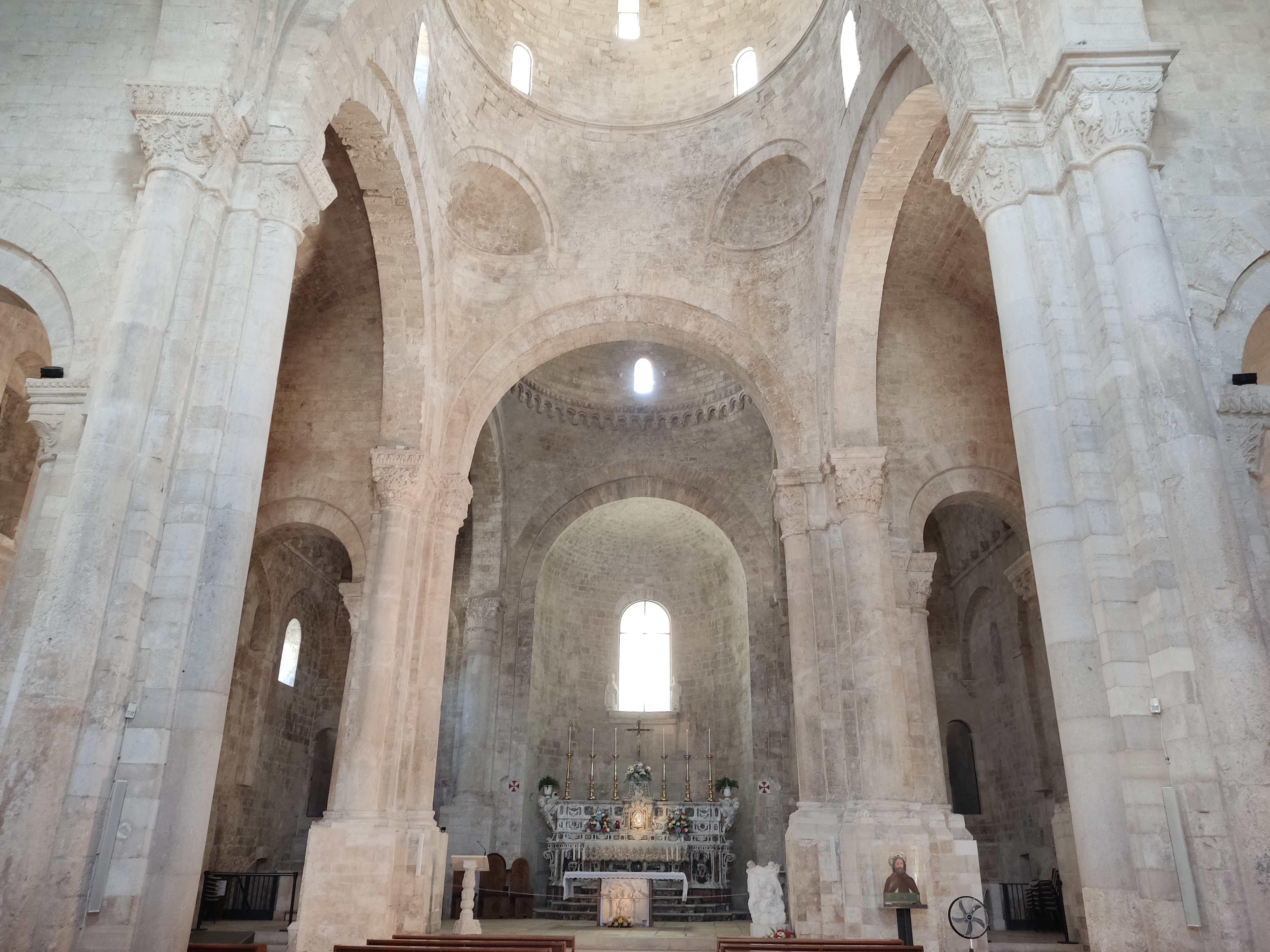
Interno del Duomo di San Corrado

Sono presenti sei cappelle votive (inizialmente erano sette, prima che venisse adibita a sagrestia) erette verso la fine della costruzione del Duomo (circa XIII secolo), entro le quali sono posizionati gruppi di statue di cartapesta e dedicate rispettivamente a S. Caterina, S. Giuliano, S. Maria ad Nives, S. Michele Arcangelo, S. Antonio e S. Maria della Carità.
Si distinguono poi un fonte battesimale del 1518, un prezioso paliotto con bassorilievo del XIV secolo, un pluteo in pietra del XII secolo che rappresenta una cerimonia pontificale e il Redentore del XIII secolo.
Caratteristica è l'acquasantiera di tipo romano in pietra lavica, imprecisamente chiamata "del saraceno" datata fine XI-inizio XII, che raffigura un uomo mentre regge un bacile in cui nuota un pesce, probabilmente scolpita da artisti locali che risentivano dell'influenza orientale.
L'altare maggiore è in stile barocco ed è collocato nell'abside semicircolare.